# Maior número primo conhecido
O maior número primo conhecido é 2136 279 841 − 1, que possui 41 024 320 algarismos quando escrito na base 10. Foi descoberto em outubro de 2024 por um computador oferecido por Luke Durant para o Great Internet Mersenne Prime Search (GIMPS).

Gráfico do número de dígitos no maior primo conhecido por ano, desde o surgimento do computador eletrônico. Observe que a escala vertical é logarítmica.

Euclides demonstrou que há infinitos números primos através do Teorema de Euclides. Então, há sempre um número primo maior do que o maior primo conhecido. Muitos matemáticos e hobbistas procuram por números primos grandes. A Electronic Frontier Foundation oferece diversos prêmios por números primos recordes.
A implementação do teste de primalidade de Lucas–Lehmer por meio da transformada rápida de Fourier para números de Mersenne é rápida se comparada a outros testes de primalidade conhecidos para outros tipos de números. Devido a isso e também ao interesse histórico em primos de Mersenne, muitos dos maiores primos conhecidos são primos de Mersenne. Até Agosto de 2024, os seis primeiros maiores números primos eram de Mersenne.
O uso de computadores eletrônicos acelerou as descobertas e todos os recordes foram encontrados desde 1951. O recorde passou um milhão de dígitos em 1999, ganhando seu descobridor um prêmio de 50 mil dólares. Em 2008 o recorde passou os 10 milhões de dígitos, sendo o descobridor premiado com 100 mil dólares. Ainda existem premiações de 150 mil dólares para o primeiro número com, no mínimo, 100 milhões de dígitos decimais e 250 mil dólares ao número com 1 bilhão de dígitos.

## História

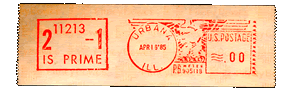
Carimbo comemorativo utilizado pelo Departamento de Matemática da UIUC após a demonstração de que M_{11213} é um número primo.

A tabela a seguir lista os maiores números primos conhecidos em ordem crescente. Aqui, Mp = 2p − 1 é um primo de Mersenne com exponente p. O detentor do recorde mais longo conhecido foi M19 = 524 287, que foi o maior número primo conhecido por 144 anos. Não há registros conhecidos antes de 1456.
| Número                                        | Expansão decimal (parcial para números > M1000) | Dígitos    | Ano descoberto | Descoberto por |
| --------------------------------------------- | --- | ---------- | -------------- | --- |
| M13                                           | 8 191 | 4          | 1456           | Anônimo |
| M17                                           | 131 071 | 6          | 1588           | Pietro Cataldi |
| M19                                           | 524 287 | 6          | 1588           | Pietro Cataldi |
| {\displaystyle {\tfrac {2^{32}+1}{641}}}      | 6 700 417 | 7          | 1732           | Leonhard Euler? Euler não publicou explicitamente a primalidade de 6 700 417, mas as técnicas que ele havia usado para fatorar 232 significavam que ele já havia feito a maior parte do trabalho necessário para provar isso, e alguns especialistas acreditam que ele tinha conhecimento desse fato. |
| M31                                           | 2 147 483 647 | 10         | 1772           | Leonhard Euler |
| {\displaystyle {\tfrac {10^{18}+1}{1000001}}} | 999 999 000 001 | 12         | 1851           | Incluído (mas com um ponto de interrogação) em uma lista de números primos por Looff. Devido à sua incerteza, alguns não consideram isso como um registro. |
| {\displaystyle {\tfrac {2^{64}+1}{274177}}}   | 67 280 421 310 721 | 14         | 1855           | Thomas Clausen (mas nenhuma prova foi fornecida). |
| M127                                          | 170 141 183 460 469 231 731 687 303 715 884 105 727 | 39         | 1876           | Édouard Lucas |
| {\displaystyle {\tfrac {2^{148}+1}{17}}}      | 20 988 936 657 440 586 486 151 264 256 610 222 593 863 921 | 44         | 1951           | Aimé Ferrier com uma calculadora mecânica; o maior número primo encontrado sem auxílio de um computador. |
| 180 × (M127)2 + 1                             | 5210644015679228794060694325390955853335898483908056458352183851018372555735221 | 79         | 1951           | J. C. P. Miller e D. J. Wheeler Utilizando o computador EDSAC de Cambridge. |
| M521                                          | 6864797660130609714981900799081393217269435300143305409394463459185543183397656052122559640661454554977296311391480858037121987999716643812574028291115057151                           | 157        | 1952           | Raphael M. Robinson |
| M607                                          | 531137992816767098689588206552468627329593117727031923199444138200403559860852242739162502265229285668889329486246501015346579337652707239409519978766587351943831270835393219031728127 | 183        | 1952           | Raphael M. Robinson |
| M1279                                         | 104079321946...703168729087 | 386        | 1952           | Raphael M. Robinson |
| M2203                                         | 147597991521...686697771007 | 664        | 1952           | Raphael M. Robinson |
| M2281                                         | 446087557183...418132836351 | 687        | 1952           | Raphael M. Robinson |
| M3217                                         | 259117086013...362909315071 | 969        | 1957           | Hans Riesel |
| M4423                                         | 285542542228...902608580607 | 1 332      | 1961           | Alexander Hurwitz |
| M9689                                         | 478220278805...826225754111 | 2 917      | 1963           | Donald B. Gillies |
| M9941                                         | 346088282490...883789463551 | 2 993      | 1963           | Donald B. Gillies |
| M11213                                        | 281411201369...087696392191 | 3 376      | 1963           | Donald B. Gillies |
| M19937                                        | 431542479738...030968041471 | 6 002      | 1971           | Bryant Tuckerman |
| M21701                                        | 448679166119...353511882751 | 6 533      | 1978           | Laura A. Nickel e Landon Curt Noll |
| M23209                                        | 402874115778...523779264511 | 6 987      | 1979           | Landon Curt Noll |
| M44497                                        | 854509824303...961011228671 | 13 395     | 1979           | David Slowinski e Harry L. Nelson |
| M86243                                        | 536927995502...709433438207 | 25 962     | 1982           | David Slowinski |
| M132049                                       | 512740276269...455730061311 | 39 751     | 1983           | David Slowinski |
| M216091                                       | 746093103064...103815528447 | 65 050     | 1985           | David Slowinski |
| 391581 × 2216193 - 1                          | 148140632376...836387377151 | 65 087     | 1989           | O grupo "Amdahl Six": John Brown, Landon Curt Noll, B. K. Parady, Gene Ward Smith, Joel F. Smith, Sergio E. Zarantonello. Maior número primo não-Mersenne que era o maior número primo conhecido quando foi descoberto.                                                                               |
| M756839                                       | 174135906820...328544677887 | 227 832    | 1992           | David Slowinski e Paul Gage |
| M859433                                       | 129498125604...243500142591 | 258 716    | 1994           | David Slowinski e Paul Gage |
| M1257787                                      | 412245773621...976089366527 | 378 632    | 1996           | David Slowinski e Paul Gage |
| M1398269                                      | 814717564412...868451315711 | 420 921    | 1996           | GIMPS, Joel Armengaud |
| M2976221                                      | 623340076248...743729201151 | 895 932    | 1997           | GIMPS, Gordon Spence |
| M3021377                                      | 127411683030...973024694271 | 909 526    | 1998           | GIMPS, Roland Clarkson |
| M6972593                                      | 437075744127...142924193791 | 2 098 960  | 1999           | GIMPS, Nayan Hajratwala |
| M13466917                                     | 924947738006...470256259071 | 4 053 946  | 2001           | GIMPS, Michael Cameron |
| M20996011                                     | 125976895450...762855682047 | 6 320 430  | 2003           | GIMPS, Michael Shafer |
| M24036583                                     | 299410429404...882733969407 | 7 235 733  | 2004           | GIMPS, Josh Findley |
| M25964951                                     | 122164630061...280577077247 | 7 816 230  | 2005           | GIMPS, Martin Nowak |
| M30402457                                     | 315416475618...411652943871 | 9 152 052  | 2005           | GIMPS, professores da Universidade de Central Missouri Curtis Cooper e Steven Boone |
| M32582657                                     | 124575026015...154053967871 | 9 808 358  | 2006           | GIMPS, Curtis Cooper e Steven Boone |
| M43112609                                     | 316470269330...166697152511 | 12 978 189 | 2008           | GIMPS, Edson Smith |
| M57885161                                     | 581887266232...071724285951 | 17 425 170 | 2013           | GIMPS, Curtis Cooper |
| M74207281                                     | 300376418084...391086436351 | 22 338 618 | 2016           | GIMPS, Curtis Cooper |
| M77232917                                     | 467333183359...069762179071 | 23 249 425 | 2017           | GIMPS, Jonathan Pace |
| M82589933                                     | 148894445742...325217902591 | 24 862 048 | 2018           | GIMPS, Patrick Laroche |
| M136279841                                    | 881694327503...219486871551 | 41 024 320 | 2024           | GIMPS, Luke Durant |

O GIMPS encontrou os dezesseis últimos registros (todos eles números primos de Mersenne) em computadores comuns operados por participantes ao redor do mundo.

## Os maiores números primos conhecidos
Uma lista com os 5 mil maiores números primos conhecidos é mantido pelo PrimePages, dos quais os vinte e um maiores são listados abaixo.
| Posição | Números                | Descoberto              | Dígitos    | Método              | Ref    |
| ------- | ---------------------- | ----------------------- | ---------- | ------------------- | ------ |
| 1       | 2136279841 − 1         | 12 de outubro de 2024   | 41 024 320 | Mersenne            | [ 1 ]  |
| 2       | 282589933 − 1          | 7 de dezembro de 2018   | 24 862 048 | Mersenne            | [ 27 ] |
| 3       | 277232917 − 1          | 26 de dezembro de 2017  | 23 249 425 | Mersenne            | [ 26 ] |
| 4       | 274207281 − 1          | 7 de janeiro de 2016    | 22 338 618 | Mersenne            | [ 25 ] |
| 5       | 257885161 − 1          | 25 de janeiro de 2013   | 17 425 170 | Mersenne            | [ 24 ] |
| 6       | 243112609 − 1          | 23 de agosto de 2008    | 12 978 189 | Mersenne            | [ 23 ] |
| 7       | 242643801 − 1          | 4 de junho de 2009      | 12 837 064 | Mersenne            | [ 30 ] |
| 8       | Φ3(−5166931048576)     | 2 de outubro de 2023    | 11 981 518 | Único generalizado  | [ 31 ] |
| 9       | Φ3(−4658591048576)     | 31 de maio de 2023      | 11 887 192 | Único generalizado  | [ 32 ] |
| 10      | 237156667 − 1          | 6 de setembro de 2008   | 11 185 272 | Mersenne            | [ 23 ] |
| 11      | 232582657 − 1          | 4 de setembro de 2006   | 9 808 358  | Mersenne            | [ 22 ] |
| 12      | 10223 × 231172165 + 1  | 31 de outubro de 2016   | 9 383 761  | Proth               | [ 33 ] |
| 13      | 230402457 − 1          | 15 de dezembro de 2005  | 9 152 052  | Mersenne            | [ 21 ] |
| 14      | 4 × 511786358 + 1      | 1 de outubro de 2024    | 8 238 312  | Outros métodos      | [ 34 ] |
| 15      | 225964951 − 1          | 18 de fevereiro de 2005 | 7 816 230  | Mersenne            | [ 20 ] |
| 16      | 69 × 224612729 − 1     | 13 de agosto de 2024    | 7 409 102  | Outros métodos      | [ 35 ] |
| 17      | 224036583 − 1          | 15 de maio de 2004      | 7 235 733  | Mersenne            | [ 19 ] |
| 18      | 107347 × 223427517 − 1 | 4 de agosto de 2024     | 7 052 391  | Outros métodos      | [ 36 ] |
| 19      | 3 × 222103376 − 1      | 30 de setembro de 2024  | 6 653 780  | Tabite              | [ 37 ] |
| 20      | 19637361048576 + 1     | 24 de setembro de 2022  | 6 598 776  | Fermat generalizado | [ 38 ] |